# Rovenkí (Bélgorod)
|  | Per a altres significats, vegeu «Rovenkí». |

Rovenkí - Ровеньки (rus) - és un poble (un possiólok) de l'óblast de Bélgorod, a Rússia. El 2021 tenia 10.939 habitants. És la seu administrativa del districte (raion) homònim.